# Pandava
Pour l’article homonyme, voir Pandava (genre).

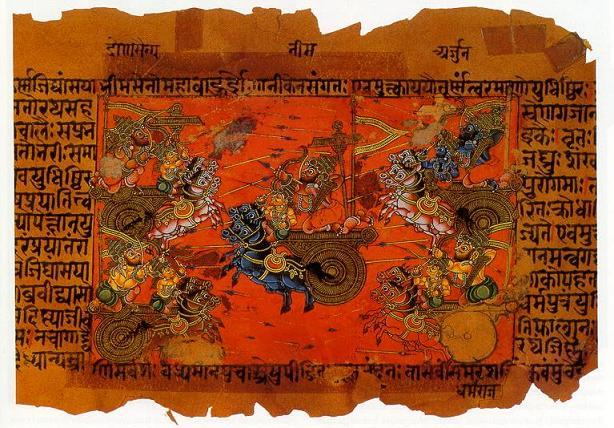
La bataille de Kurukshetra oppose les Pandava aux Kaurava, dans l'épisode central du Mahabharata.

Les Pandava (en sanskrit पाण्‍डव (pāṇḍavaḥ)) Yudhishthira, Bhima, Arjuna, Nakula et Sahadeva sont l'un des deux groupes protagonistes du Mahabharata, qui conte le combat de ces cinq fils de Pandu contre leurs cousins les cent Kaurava.

## Naissance des Pandava
Les Pandava sont considérés comme les fils de Pandu parce qu'ils sont les enfants de ses deux épouses. Le Mahābhārata montre que ces héros sont des demi-dieux, fils d'une mortelle et d'un dieu : Pandu n'a engendré aucun d'eux. En effet, Pându, jeune marié qui n'avait pas encore d'héritier, part à la chasse et blesse un ascète qui le maudit : s'il couche avec ses épouses, il mourra au moment du plaisir. Kunti, sa première épouse, va utiliser le don qu'encore fillette elle a reçu d'un brahmane : elle peut convoquer n'importe quel deva et lui demander de lui donner un fils, qui naîtra immédiatement. Kunti a déjà utilisé ce don avant son mariage avec Pandu, et a ainsi conçu Karna avec Sūrya, le Soleil. Elle propose donc à Pandu de choisir ensemble qui seront les pères divins : 
- elle convoque Dharma, le Devoir, et en conçoit l'aîné, Yudhishthira, le vertueux ;
- avec Vayu, le Vent brutal et fort, elle conçoit Bhima, parfois appelé Bhîmasena ;
- enfin Indra, le roi des dieux, sera le géniteur d'Arjuna, la perfection.

Madri, la deuxième épouse de Pandu, réclame le même traitement. Avec l'aide de Kunti, elle convoque les dieux jumeaux Ashvins qui conçoivent ses jumeaux Nakula et Sahadeva.

## Caractères des Pandava

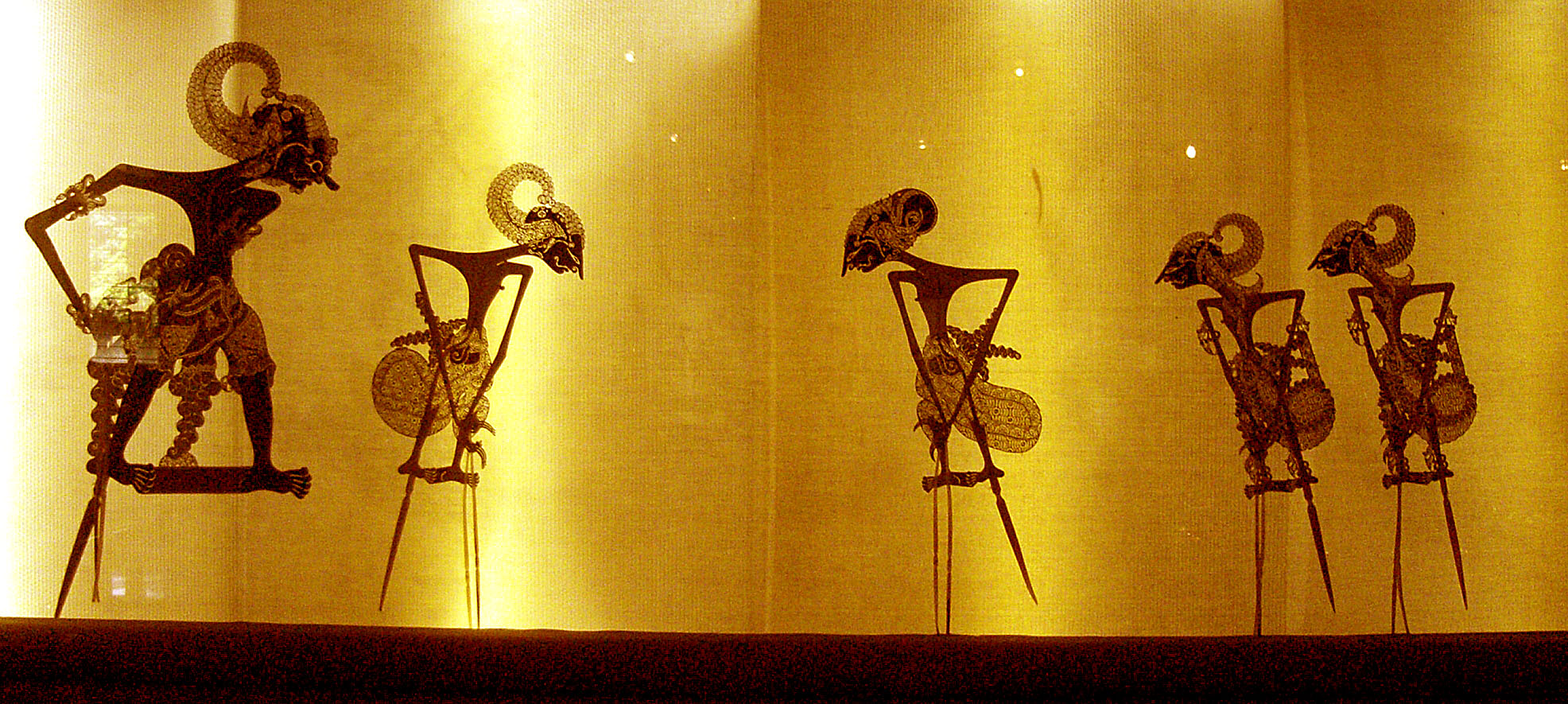
Les Pandavas dans le théâtre d'ombres javanais wayang kulit

Chacun des Pandava a ses traits distinctifs, qu'il tient en partie de ses géniteurs :
- Yudhishthira est droit et sage, mais c'est un joueur,
- Bhimasena est célèbre pour son grand appétit et sa force physique, qui prime sur son intelligence,
- Arjuna est un grand archer et un séducteur à qui les apsaras de la cour d'Indra ont appris la danse,
- Nakula et Sahadeva sont des cavaliers et des bretteurs accomplis.

Les cinq frères ont une épouse commune, la princesse Draupadi, et chacun a des épouses en propre. Ainsi, Arjuna a quatre femmes dont Subhadra et Draupadi.
Les Pandava, ensemble ou séparément, fondent ou visitent de nombreuses cités, ou prasthas. Cinq de ces villes ont été identifiées à des villes existant encore : Indraprastha (Delhi), Panprastha (Panipat), Sonprastha (Sonipat), Tilprastha (Tilpat) et Vyagprastha (Bagpat).

## Mythologie comparée
Stig Wikander a montré en 1947 que les cinq Pandava ne sont autres que les incarnations des grands dieux védiques et, qu'ils mettent, pendant leur enfance, chacun à l'œuvre l'une des trois fonctions indo-européennes dont leur père respectif est le patron : Yudhishthira incarne le dharma (première fonction), Bhima et Arjuna, fils respectifs de Vâyou et d'Indra, sont des guerriers (deuxième fonction) alors que les jumeaux Nakula et Sahadeva, fils eux-mêmes des dieux jumeaux Ashvins, relèvent de la troisième fonction. Selon Georges Dumézil, cette organisation des personnages est typique de l'épopée indo-européenne :
« sous un chef en quelque sorte synthétique, qui commande sur les trois niveaux, un groupement limité de personnages, en général des frères, se répartissent au contraire analytiquement sur les mêmes niveaux, chacun y assurant une des trois fonctions fondamentales ou, quand ils sont plus nombreux que trois, un aspect d'une des fonctions. »
Dans le Mabinogi, les enfants de Dôn, sous le contrôle de leur oncle Math, présenteraient ainsi une structure identique à celle des Pandava.